# Promotion (travail)
Pour les articles homonymes, voir Promotion.
Une promotion désigne le fait d'obtenir un nouveau poste, de nouvelles responsabilités. Le plus souvent une promotion est accompagnée d'une augmentation de salaire ou d'avantages divers.
 (juillet 2023).
Si vous disposez d'ouvrages ou d'articles de référence ou si vous connaissez des sites web de qualité traitant du thème abordé ici, merci de compléter l'article en donnant les références utiles à sa vérifiabilité et en les liant à la section « Notes et références ».

## Enjeux du concept de promotion
La promotion interne est un facteur de motivation et de dynamisation du personnel : elle vient récompenser la qualité du travail fourni par un salarié en reconnaissant celle-ci et en donnant au salarié en question la possibilité d'accéder à un niveau supérieur répondant à la fois à son souhait et à un besoin de la structure.

## Types de promotion
Dans l'administration, on appelle promotion interne le fait pour un fonctionnaire d'accéder, grâce notamment à son ancienneté et à ses compétences, à un grade supérieur sans passer le concours normalement requis.
Les enquêtes sur la corruption ont souvent étudié les affaires de promotions illicites.

## Augmentation du salaire
Le salaire peut aussi augmenter selon le coût de la vie avec une échelle mobile des salaires, ou bien si le salaire est au minimum légal et que celui-ci augmente.